# ماریپتیلین
ماریپتیلین(به انگلیسی: Mariptiline) (EN-207)، یک داروی ضدافسردگی سه‌حلقه ای (TCA) است که در اوایل دهه ۱۹۸۰ ساخته و توسعه داده شد، اما هرگز به بازار عرضه نشد. ماریپتیلین یک ترکیب آلی با 18 اتم کربن و وزن مولکولی 278348 دالتون است .